# BJPM
BJPM（ブロックジョイントプラスチックモデル）は、アトリエ彩および株式会社ギミック & スティールが販売している模型玩具。別称、「BJPMブロックジョイント」。
なおギミック & スティール社は、BJPMの創始者でもあり漫画家でもある巫代凪遠（みこしろ）が代表取締役として運営している。

## 概要
5mm径ボールジョイントのついたプラスチックパーツを組み合わせることにより、広範な可動を持つオリジナルのモデルフィギュアを制作する事が出来る。基本部品および構成パーツ・その意匠は大まかメカ・クリーチャー系であるが、中には一部人間型の物もある。
元々ガレージキットなどの内部骨格などとしての使用も想定されており、BJPMを内部骨格として使用する外装用ガレージキットも一部ディーラーからリリースされている。

### 製品形態
商業版以降は、基本的に後述する「レシピ」と呼ばれる作例とその製作法、及び使用するパーツがランナー単位でセットとなったボックス形式での販売となっている。オープンかブラインドかは各シリーズによって異なる。ただし、一部、イベント・通信販売などにてランナー単位でパーツのみの販売が行われることがある。

### レシピ
BJPM、及び関連/同系製品において作例と製作法、使用パーツのリスト等をまとめたものをレシピと呼ぶ。各種製品には基本的にこのレシピがそれぞれ1つ付いてくることが多い。また、インターネットや各種同人誌などで個々の作者独自のレシピが公開されることも多い。

## BJPM各シリーズ

### 同人版BJPM
巫代凪遠（みこしろ）が同人ベースで各種イベントで頒布した、初代となる製品。

### 商業版BJPM(彩版BJPM)
アトリエ彩により一般流通販売された商業版BJPM。同人版と比べ豊富・意匠の強いパーツや、美少女フィギュア的なタイプの外装パーツを持つ。
シリーズ全般に渡って製品品質に大きな難があり、それを原因とした組み立ての難しさ、破損の多さなど、可動範囲の著しい縮小、ブロックトイとしての魅力のスポイル等、同人版に大きく劣る点も多い。その後、アトリエ彩がBJPMと酷似した仕様を持つ製品であるGENEBLOCKを展開したのに伴い、BJPMの展開は終了している。

### J-BJ ギミックスティールズ / BJPM ギミックスティールズ
上記の商業版BJPMの後、巫代凪遠（みこしろ）が株式会社ギミック & スティールを設立し一般流通販売を行っている製品。J-BJでは諸々の事情により、BJPMの名称、商品の概要・概念である「ボールジョイント起用の新感覚ブロックトイ」のアピールは使用されていないが、製品仕様・コンセプトなど実質上正当なBJPMの後継となっている。
第5弾まではJ-BJの名が示すとおり、生産が国内で行われており製品品質も同人版以上のものとなっている。第6弾以降は海外生産となっており、ボリューム据え置きのまま価格が従来の半値以下になり、買い求めやすくなっているが同時に製品品質の低下を招いているものの、J-BJ以前の商業版BJPMに比べれば十分な品質を持っている。
構成パーツは同人版のものをメインとした、主に基本構造用のベーシックなものが多いが、シリーズを重ねる毎に新規パーツ・ランナーの導入や組み合わせの強度を高める巴組み機構の採用など、着実にラインナップを進めている。
2008年10月に、巫代凪遠（みこしろ）とアトリエ彩の、BJPMの占有販売権譲渡を含む業務提携契約が解消されたため、それ以降のシリーズでは名称を「BJPM ギミックスティールズ」と改め再スタートすることとなった。

## BJPMと酷似する仕様を持つ製品

### GENEBLOCK(ジェネブロック)
商業版BJPMの後、アトリエ彩が製作販売している製品。BJPMと同様のボールジョイントを備えているが、BJPMとは差別化されている。
2007年秋には、イラストレーターがモデル画をデザイン、それにあわせたPVC素材の彩色済み外装が付属したRNAシリーズが登場。また、スカイガールズに登場するビックバイパーのキットに付属する「零神」のモデル商品の骨格としても使用される。意匠の非常に強い部品が主となっている様は丁度、商業版BJPMの方向性を極端に推し進めたものとなっている。また、コミックマーケットでは漫画家との連携によるレシピやイラスト、カタログを含むMOOK形式の冊子の販売を行った。2008年には既存ランナーをロボ素体ランナーとセットにした再版セットであるBattle Soldiersシリーズが開始された。
現在では展開終了している。

### MODELOCK(モデロック)
アトリエ彩がコトブキヤと協力し製作販売を行った、BJPMと同様の5mmボールジョイントを備える、様々なアニメロボットの簡易プラモデル。生産も国内(下記Fi-Dia BlockのJoint Factory / T-Square Labが担当)でしており、精度も非常に高い。
商品の方向性上、シール等無しの単色で構成されており、色再現のためには別途塗装が必要である。
展開は終了しており、当初予定されていたモデルの多くは未リリースのままとなっている。

### Fi-Dia Block(s) / GENEBLOCK-FiDia
Joint Factory / T-Square Labの製品。これもBJPMとほぼ同様の仕様を持つ。
店頭での販売は無く、公式サイトからの通信販売のみとなる。キット（ボックス）単位ではなくランナー単位での販売となるため、必要な部品を必要な数揃えることが可能。
以前からイベント専用GENEBLOCKであるF2ソルジャー等の製作に関わり、その後、一時期公式にGENEBLOCKの一ブランドであるGENEBLOCK-FiDiaとして活動していた。"JGB～"で始まる名称のランナーや、MODELOCKの製作にも関わっている。

### Rainy
Doujin Hoops（竜牙） / 遺伝子の舟（南条飛鳥）の製品。BJPMと同様の仕様を持ち、はっきりとした人間型の女性体であることが特徴。なお、BJPM仕様で人間型は他に存在せず、他製品の女性体は異形のものが基本である。
胸部・局部パーツは裸状態と着衣状態をコンパチで組み替えることが可能。スタイル重視であるため、完成状態で空いているボールジョイントが無く拡張性も低い。各部を別製品のパーツと置き換えたり、背部に拡張用のボールジョイントを増設することによってその部分を基点に拡張することが可能である。さらに、拡張キットとして販売された"Dragoon-Rainy"では背部バックパックを始め、腕部装甲パーツなど拡張用のジョイントの空いたパーツが存在する。また"Dragoon-Rainy"のセットにはPVC製の塗装済みヘッド・胸部パーツが付属しており、塗装に慣れていない人へのハードルも下がっている。

### 硬質少女有限公司
明貴美加 の企画で、Doujin Hoops（竜牙） / T-Square Lab から Rainy と同様の人間型ブロックジョイントモデルとしてリリースされる予定。

## ミキシング (各製品間での組み合わせ)
BJPMの各シリーズ及び各種同系製品間は同様の仕様（5mmボールジョイント）を持っているため、組み合わせも可能となっている。なお、一部の海外生産製品にある精度/品質的な問題の大きいパーツを他製品に組み合わせる事などによって、部品の破損・変形を招く危険もあるため、自己責任の範疇で行うことが推奨されている。